# 10626 Zajíc
(10626) Zajíc, denumire internațională (10626) Zajic, este un asteroid din centura principală de asteroizi.

## Descriere
10626 Zajíc este un asteroid din centura principală de asteroizi. A fost descoperit pe 10 ianuarie 1998 la Observatorul din Ondřejov de Lenka Šarounová. Asteroidul prezintă o orbită caracterizată de o semiaxă mare de 2,56 ua, o excentricitate de 0,25 și o înclinație de 2,3° în raport cu ecliptica.